# Мозамбикский хребет
Мозамбикский хребет — подводный хребет в Индийском океане, к юго-востоку от Африканского континента, южнее Мозамбика. К юго-западу от хребта находится котловина Агульяс, к востоку — Мозамбикская котловина. Длина составляет около 1100 км, ширина — 300 км, наименьшая глубина 1207 м, средняя 2900 м. Сложен корой материкового типа, поэтому иногда рассматривается как продолжение материковой окраины Африки.
Фауна представлена примерно 130 видами рыб из 44 семейств.
Хребет исследовался датским научно-исследовательским судном «Галатея» в 1951 году, ЮгНИРО в 1976—1988 годах.